# 日直
日直（にっちょく）は、当直の一種であるが、いくつかの語義がある。
- その日の当直（当番）を指す[1][2]。日番と呼ぶ地域もあり、週直・週番や月番といった表現に対応する。
- 日中あるいは休日（昼間）の当直勤務を指す[1][2]。この場合の対義語は宿直であり、両者を合わせた宿日直という語がある。

いずれも、その仕事と担当者の双方を指すことがある。

## 学校における日直

### 児童・生徒の日直
日本の小学校や中学校・高等学校などでは、学級ごとに1名から2名程度を輪番で日直に当たらせる:5。日直の業務には、朝の会や帰りの会の司会:5、授業の号令:5、学級日誌の作成:5、黒板消し・窓の開閉・植物の水やりなどの環境整備などが挙げられる:5が、学級の実情や担任教師の学級運営の方向性によって選択が変わることもある:5。
日直は、小・中学校の「学習指導要領解説 特別活動編」に、学級構成員が輪番で取り組む「当番活動」の一つとして（清掃当番・給食当番・飼育当番・栽培当番などとともに）含まれている:1。「日直」には、その日一日学級を代表する役割を担わせることにより、リーダー体験を持たせるとともに:5、学級生活に必要な仕事を分担することで責任感を育成し:5:2、自己有用感や学級への所属感を持たせるといったねらいがあるとされる:2。
日直については、日番（にちばん）と呼ぶ地域もある（兵庫県神戸市周辺に特徴的とされ、神戸のいわゆる「ご当地あるあるネタ」とされている）。
また、当直の期間が1週間の場合、週番（一部地域では「週直」という名称も用いられる）と呼ばれる。寄宿舎制、寮制をとる学校の場合、学校だけでなく、寮または寄宿舎においても舎監の補助等の仕事を行う場合がある。

### 教員の日直
学校で使用される「日直」という語には、教職員が休日に学校で当直にあたること（下記「労働者の日直」同様）を指すこともある。

## 労働者の日直
労働基準法第41条第3号では、「監視又は断続的労働に従事する者で、使用者が行政官庁の許可を受けたもの」について、労働時間、休憩及び休日に関する規定を適用しないと規定している。「監視又は断続的労働」は、労働の密度や態様が普通の労働と異なるため、普通の労働に関する規制の枠外に置くための規定である。
労働者が使用者の命令によって一定の場所に拘束され、緊急電話の受理や外来者の対応、盗難予防といった特殊業務に従事するものを「宿日直」という。このうち勤務が夜間であるものを「宿直」といい、主として昼間であるものを「日直」という。
病院などの施設でも用いられることがある。

## 公安系公務員における日直
公安系公務員（公安職公務員である警察・消防、特別職国家公務員の自衛隊）では以下のように「日直」が使われている。

### 自衛隊における日直
当直勤務者のことを日直と呼ぶ。当直勤務者は指定された腕章をつけている。ただし海上自衛隊の場合は当直勤務につくことを「ワッチにつく」と言い、「日直」はあまり用いられない。また少年工科学校においては一般の学校における日直のことは「当直」と呼び慣わしている。

### 警察における日直
休日の昼間に勤務する警察職員の勤務を日直勤務と呼ぶ。（岡山県警察では、通常の執務時間外の勤務のことを、時間を問わず、宿直という）